# Maria Alexandru
Maria Alexandru, née Golopența à Plugova le 30 décembre 1939 et morte le 27 novembre 2024 à Băile Herculane (județ de Caraș-Severin),, est une pongiste roumaine, triple championne du monde en double.

## Carrière
De 1957 à 1980, Maria Alexandru remporte plusieurs médailles en simple, en double et par équipes aux Championnats d'Europe de tennis de table et aux Championnats du monde de tennis de table,,.
Entre 1953 et 1979, elle a participé à douze championnats du monde, remportant trois médailles d'or, en double.
Au cours de sa carrière active, elle a joué pour le Progresul Bucarest. Elle a également remporté onze titres de l'Open d'Angleterre, dont six en simple.